# Александер Махон
Александер Махон (енгл. Alexander Mahone) је измишљени лик из америчке ТВ серије Бекство из затвора. Његов лик тумачи Вилијам Фикнер. Први пут се појављује у првој епизоди друге сезоне.
Махон је рођен у Охају. После развода његових родитеља, Махон је отишао код оца у Детроит. Кад је имао 18 година, Махон се прикључио војсци САД у Заливском рату. После рата, вратио се у САД и постао специјални агент Еф-би-аја. Махун је постао специјални агент, специјализован за затворенике који успеју да побегну из затвора. Ту дужност је обављао 14 година. После успешног бекства Скофилда и његове дружине из затвора „Фокс ривер“, Махон је добио задатак да уз помоћ полиције, којој је вођа био капетан Бред Белик, ухвати тих осам бегунаца. 